# Carnivoramorpha
Carnivoramorpha — клада ссавців, що включає ряд хижих (Carnivora) та вимерлу надродину Miacoidea. Найдавнішим відомим представником клади є рід Protictis, що датується віком 63 млн років. Рід Ravenictis з Канади віком 65 млн років тому також може належати до групи.

## Філогенія
Carnivoramorpha
```
  |?- †
Aelurotherium

  |?- †
Eosictis

  |?- †
Elmensius

  |?- †
Intyrictis
 vanvaleni
 
  |?- †
Notoamphicyon

  |?- †
Ravenictis krausei
 (
цімолест
)
  |?- †
Vishnucyon

  `--+-- †
Miacoidea
 (парафілетична)
     `--+-- †
Viverravidae
 [Viverraroidea]
     `--+-- †
Miacidea
 (парафілетична)
        `--+-- †
Oodectes

           `--+-- †
Vulpavus

               `--+-- †
Miacis

                 `--+--+-- †
Tapocyon

                    |  `--+-- †
Miacis
 sylvestris

                    |     `-- †
Prohesperocyon
 wilsoni

                    `--+-- †
Quercygale
 angustidens

                       `-- †
Nimravidae
? 
                       `-- 
Хижі
 (Carnivora)
```